# Ендрю Байнум
Ендрю Байнум (англ. Andrew Bynum, нар. 27 жовтня 1987, Плейнсборо-Тауншип, Нью-Джерсі, США) — американський професіональний баскетболіст, що грав на позиції центрового за декілька команд НБА. Дворазовий чемпіон НБА.

## Ігрова кар'єра
Починав грати у баскетбол у команді старшої школи Сент-Джозеф (Метачен, Нью-Джерсі). Після школи планував вчитися у Університеті Коннектикуту, однак передумав та виставив свою кандидатуру на драфт.
2005 року був обраний у першому раунді драфту НБА під загальним 10-м номером командою «Лос-Анджелес Лейкерс». У віці 17 років та 244 днів став наймолодшим задрафтованим гравцем НБА, обійшовши за цим показником Джермейна О'Ніла. 2 листопада 2005 року дебютував у лізі матчем проти «Денвер Наггетс», що зробило його наймолодшим гравцем в історії НБА, який виходив на майданчик.
21 січня 2009 року встановив рекорд своєї результативності, набравши 42 очки у матчі проти «Лос-Анджелес Кліпперс». Того ж року допоміг команді виграти чемпіонат НБА, обігравши у фіналі «Орландо Меджик». 2010 року вдруге став чемпіоном.
14 березня 2011 року зробив 18 підбирань у матчі проти «Орландо», що стало повторенням його особистого рекорду. 5 квітня оновив цей показник, зібравши 23 відскоки у матчі проти «Міннесота Тімбервулвз».
Взимку 2012 року взяв участь у матчі всіх зірок. 11 квітня 2012 року зібрав 30 підбирань у матчі проти «Сан-Антоніо Сперс». Того року у матчі плей-оф проти «Денвера» заблокував 10 кидків суперника, що стало його особистим рекордом та рекордом франшизи, покращивши результат Каріма Абдул-Джаббара.
Протягом усієї кар'єри його постійно супроводжували травми. Побоюючись ускладнень, «Лейкерс» обміняли його до «Філадельфія Севенті-Сіксерс». Саме через проблеми з колінами, він так і не провів жодного матчу за нову команду.
З 2013 по 2014 рік грав у складі «Клівленд Кавальєрс». 7 січня 2014 року «Клівленд» обміняв його до «Чикаго Буллз», які відразу ж його відрахували зі складу.
Останньою ж командою в кар'єрі гравця стала «Індіана Пейсерз», до складу якої він приєднався 1 лютого 2014 року і за яку відіграв лише два матчі. Через проблеми з колінами був відрахований з команди у травні.

## Статистика виступів в НБА
| † | Позначає сезон, в якому Ендрю Байнум ставав чемпіоном НБА |

### Регулярний сезон
| Сезон              | Команда                | GP  | GS  | MPG  | FG%  | 3P%  | FT%  | RPG  | APG | SPG | BPG | PPG  |
| ------------------ | ---------------------- | --- | --- | ---- | ---- | ---- | ---- | ---- | --- | --- | --- | ---- |
| 2005–06            | «Лос-Анджелес Лейкерс» | 46  | 0   | 7.3  | .402 | .000 | .296 | 1.7  | .2  | .1  | .5  | 1.6  |
| 2006–07            | «Лос-Анджелес Лейкерс» | 82  | 53  | 21.9 | .558 | .000 | .668 | 5.9  | 1.1 | .1  | 1.6 | 7.8  |
| 2007–08            | «Лос-Анджелес Лейкерс» | 35  | 25  | 28.8 | .636 | .000 | .695 | 10.2 | 1.7 | .3  | 2.1 | 13.1 |
| 2008–09†           | «Лос-Анджелес Лейкерс» | 50  | 50  | 28.9 | .560 | .000 | .707 | 8.0  | 1.4 | .4  | 1.8 | 14.3 |
| 2009–10†           | «Лос-Анджелес Лейкерс» | 65  | 65  | 30.4 | .570 | .000 | .739 | 8.3  | 1.0 | .5  | 1.4 | 15.0 |
| 2010–11            | «Лос-Анджелес Лейкерс» | 54  | 47  | 27.8 | .574 | .000 | .660 | 9.4  | 1.4 | .4  | 2.0 | 11.3 |
| 2011–12            | «Лос-Анджелес Лейкерс» | 60  | 60  | 35.2 | .558 | .200 | .692 | 11.8 | 1.4 | .5  | 1.9 | 18.7 |
| 2013–14            | «Клівленд Кавальєрс»   | 24  | 19  | 20.0 | .419 | .000 | .762 | 5.3  | 1.1 | .3  | 1.2 | 8.4  |
| 2013–14            | «Індіана Пейсерз»      | 2   | 0   | 18.0 | .409 | .000 | .714 | 9.5  | 1.0 | .0  | 2.0 | 11.5 |
| Усього за кар'єру  | Усього за кар'єру      | 418 | 319 | 25.6 | .556 | .111 | .690 | 7.7  | 1.2 | .3  | 1.6 | 11.5 |
| В іграх усіх зірок | В іграх усіх зірок     | 1   | 1   | 5.0  | .000 | .000 | .000 | 3.0  | 1.0 | 1.0 | 1.0 | .0   |

### Плей-оф
| Сезон             | Команда                | GP | GS | MPG  | FG%  | 3P%  | FT%  | RPG  | APG | SPG | BPG | PPG  |
| ----------------- | ---------------------- | -- | -- | ---- | ---- | ---- | ---- | ---- | --- | --- | --- | ---- |
| 2006              | «Лос-Анджелес Лейкерс» | 1  | 0  | 2.0  | .000 | .000 | .000 | .0   | .0  | .0  | .0  | .0   |
| 2007              | «Лос-Анджелес Лейкерс» | 5  | 0  | 11.0 | .533 | .000 | .400 | 4.6  | .0  | .0  | .4  | 4.0  |
| 2009†             | «Лос-Анджелес Лейкерс» | 23 | 18 | 17.4 | .457 | .000 | .651 | 3.7  | .4  | .3  | .9  | 6.3  |
| 2010†             | «Лос-Анджелес Лейкерс» | 23 | 23 | 24.4 | .537 | .000 | .679 | 6.9  | .5  | .3  | 1.6 | 8.6  |
| 2011              | «Лос-Анджелес Лейкерс» | 10 | 10 | 32.0 | .543 | .000 | .833 | 9.6  | .8  | .5  | 1.4 | 14.4 |
| 2012              | «Лос-Анджелес Лейкерс» | 12 | 12 | 37.6 | .477 | .000 | .783 | 11.1 | 1.5 | .4  | 3.1 | 16.7 |
| Усього за кар'єру | Усього за кар'єру      | 74 | 63 | 24.2 | .502 | .000 | .720 | 6.7  | .6  | .3  | 1.5 | 9.5  |